# آماندا کوالسکی

## جوایز
آماندا کووالسکی ، استادیار اقتصاد در گروه اقتصاد دانشگاه ییل و عضو هیئت علمی دانشکده در دفتر ملی تحقیقات اقتصادی (NBER) ، یک اقتصاددان بهداشت است که در جمع آوری مدل های نظری و تکنیک های اقتصادسنجی تخصص دارد.وی دارای مدرک دکتری از دانشگاه MIT و دارای مدرک AB در اقتصاد از دانشگاه هاروارد است. کووالسکی دریافت کننده مدال ASHEcon در سال 2019 است که به اقتصاددانان زیر 40 ساله یا کمتر که بیشترین سهم را در زمینه اقتصاد بهداشت داشته باشند؛داده میشود. او قبلاً جایزه CAREER از بنیاد ملی علوم و جایزه یادبود یل آرتور گرر برای انتشارات یا پژوهش های برجسته علمی دریافت کرده است. تحقیقات او جوایز مقاله برتر سال HCUP ، جایزه تأثیر اقتصادی گارفیلد ، جایزه تحقیق تحقیقات مدیریت مراقبت های بهداشتی و جایزه پایان نامه زلنر را دریافت کرده است. تحقیقات وی همچنین در مطبوعات مشهور از جمله New York Times ، NPR و وال استریت ژورنال ارائه شده است.علاقه وی به سیاست های بهداشتی باعث شده است که وی دو سال را در واشینگتن دی سی بگذراند ، یکی به عنوان دستیار تحقیقاتی در زمینه بهداشت و کار در شورای مشاوران اقتصادی کاخ سفید و دیگری به عنوان همکار اوکون مدل در موسسه موعسسه بروکینگز. وی سال تحصیلی 2015-2016 را به عنوان استادیار مدعو در انستیتوی تحقیقات سیاست اقتصادی استانفورد گذراند و سال تحصیلی 2017-2018 را به عنوان استادیار مدعو در بخش اقتصاد پرینستون و همچنین به عنوان یک پژوهشگر بازدید کننده در مرکز پرینستون برای بهداشت و رفاه بود.
 